# Rodrigo Ribeiro (Rennfahrer)
Rodrigo Ribeiro (* 27. Januar 1979 in Rio de Janeiro) ist ein ehemaliger brasilianischer Rennfahrer.

## Karriere
2001 begann Ribeiro in der B-Klasse der brasilianischen Formel Chevrolet seine Motorsportkarriere im Formelsport. Er wurde Zwölfter und gab zudem sein Debüt in der südamerikanischen Formel-3-Meisterschaft. 2002 bestritt er die gesamte Saison der südamerikanischen Formel 3 und verbesserte sich mit vier Podest-Platzierungen auf den siebten Rang der B-Klasse. 2003 dominierte er die B-Klasse der südamerikanischen Formel-3-Meisterschaft und entschied elf von 16 Rennen für sich. 2004 wechselte er in die internationale Formel-3000-Meisterschaft zu Durango. Der Brasilianer holte einen Punkt beim zweiten Rennen, konnte aber nicht mit seinem Teamkollegen Yannick Schroeder mithalten und wurde schließlich nach vier Rennen durch Ernesto Viso ersetzt. Am Saisonende belegte er den 17. Gesamtrang.
Nach dem Ende seiner Formel-3000-Karriere nahm Ribeiro einige Jahre lang an Kartrennen teil, fährt aber keine Rennen mehr, sondern konzentrierte sich auf seinen Sohn Bruno und dessen noch junge Rennkarriere.

## Statistik

### Karrierestationen
- 2001: Brasilianische Formel Chevrolet (B-Klasse, Platz 12)
- 2002: Südamerikanische Formel-3-Meisterschaft (B-Klasse, Platz 7)
- 2003: Südamerikanische Formel-3-Meisterschaft (B-Klasse, Meister)
- 2004: Internationale Formel-3000-Meisterschaft (Platz 17)